# Lucio Caracciolo
Pour les articles homonymes, voir Caracciolo.
Lucio Caracciolo (né en 1954 à Rome) est une personnalité italienne, journaliste, essayiste et professeur, spécialiste de géopolitique et éditeur de la revue Limes.